# Lega B 2008 (football americano)
La Lega B 2008 è stata la 17ª edizione del campionato di football americano di secondo livello, organizzato dalla SAFV.

## Squadre partecipanti
| Club                | Città     | Stadio          | Sponsor ufficiale | Risultato nella stagione 2007 |
| ------------------- | --------- | --------------- | ----------------- | ----------------------------- |
| Bienna Jets         | Bienne    |                 |                   | Terzo posto in Lega B         |
| Fribourg Cardinals  | Friburgo  |                 |                   | Quarto posto in Lega B        |
| Geneva Seahawks     | Ginevra   |                 |                   | Secondo posto in Lega B       |
| Luzern Lions        | Lucerna   | Stadion Allmend |                   |                               |
| Sankt Gallen Vipers | San Gallo |                 |                   | Quinto posto in Lega B        |
| Thun Tigers         | Thun      |                 |                   | Quinto posto in LNA           |

## Stagione regolare

### Calendario

#### 1ª giornata
| 6 aprile 2008 | Bienna Jets | 38 – 22 | Fribourg Cardinals |  |

| 6 aprile 2008 | Geneva Seahawks | 14 – 16 | Thun Tigers |  |

#### 2ª giornata
| 13 aprile 2008 | Thun Tigers | 14 – 56 | Bienna Jets |  |

| 13 aprile 2008 | Sankt Gallen Vipers | 6 – 19 | Geneva Seahawks |  |

#### 3ª giornata
| 20 aprile 2008 | Luzern Lions | 6 – 14 | Sankt Gallen Vipers |  |

#### 4ª giornata
| 27 aprile 2008 | Geneva Seahawks | 15 – 52 | Bienna Jets |  |

| 27 aprile 2008 | Luzern Lions | 8 – 20 | Thun Tigers |  |

| 27 aprile 2008 | Sankt Gallen Vipers | 8 – 24 | Fribourg Cardinals |  |

#### 5ª giornata
| 3 maggio 2008 | Bienna Jets | 50 – 0 (d.g.s.) | Sankt Gallen Vipers |  |

| 4 maggio 2008 | Geneva Seahawks | 35 – 0 | Luzern Lions |  |

| 4 maggio 2008 | Thun Tigers | 35 – 14 | Fribourg Cardinals |  |

#### 6ª giornata
| 12 maggio 2008 | Sankt Gallen Vipers | 12 – 20 | Thun Tigers |  |

#### 7ª giornata
| 18 maggio 2008 | Fribourg Cardinals | 6 – 20 | Geneva Seahawks |  |

| 18 maggio 2008 | Luzern Lions | 6 – 56 | Bienna Jets |  |

#### 8ª giornata
| 25 maggio 2008 | Fribourg Cardinals | 50 – 6 | Sankt Gallen Vipers |  |

#### 9ª giornata
| 1º giugno 2008 | Thun Tigers | 26 – 35 | Geneva Seahawks |  |

| 1º giugno 2008 | Sankt Gallen Vipers | 34 – 8 | Luzern Lions |  |

| 1º giugno 2008 | Fribourg Cardinals | 18 – 52 | Bienna Jets |  |

#### 10ª giornata
| 8 giugno 2008 | Fribourg Cardinals | 38 – 0 | Luzern Lions |  |

#### 11ª giornata
| 15 giugno 2008 | Bienna Jets | 42 – 6 | Thun Tigers |  |

| 15 giugno 2008 | Luzern Lions | 0 – 36 | Fribourg Cardinals |  |

| 15 giugno 2008 | Geneva Seahawks | 50 – 0 (d.g.s.) | Sankt Gallen Vipers |  |

#### 12ª giornata
| 15 giugno 2008 | Thun Tigers | 36 – 16 | Luzern Lions |  |

| 15 giugno 2008 | Bienna Jets | 30 – 20 | Geneva Seahawks |  |

### Classifica
La classifica della regular season è la seguente:
- PCT = percentuale di vittorie, G = partite giocate, V = partite vinte, P = partite perse, PF = punti fatti, PS = punti subiti
- Le prime due classificate si sfidano nella finale; la vincente è promossa in LNA 2009 (verde)

| Pos. | Squadra             | PCT  | G | V | P | PF  | PS  |
| ---- | ------------------- | ---- | - | - | - | --- | --- |
| 1    | Bienna Jets         | .750 | 8 | 8 | 0 | 376 | 101 |
| 2    | Geneva Seahawks     | .750 | 8 | 5 | 3 | 208 | 136 |
| 3    | Thun Tigers         | .750 | 8 | 5 | 3 | 173 | 197 |
| 4    | Fribourg Cardinals  | .250 | 8 | 4 | 4 | 208 | 159 |
| 5    | Sankt Gallen Vipers | .000 | 8 | 2 | 6 | 80  | 227 |
| 6    | Luzern Lions        | .000 | 8 | 0 | 8 | 44  | 269 |

## Finale
| 5 luglio 2008 | Bienna Jets | 20 – 21 | Geneva Seahawks |  |

## Verdetti
- Geneva Seahawks promossi in LNA 2009